# Leonor Teles
Leonor Teles est une réalisatrice portugaise née en 1992 à Vila Franca de Xira.

## Biographie
Après ses études à l'École supérieure de théâtre et de cinéma de Lisbonne, dont elle obtient le diplôme en 2013, Leonor Teles réalise en 2016 un court métrage qui est récompensé par l'Ours d'or du meilleur court métrage à la Berlinale.
Elle travaille également comme directrice de la photographie.
Son premier long métrage, Terra Franca, primé dans plusieurs festivals, sort en 2018.

## Filmographie

### Réalisatrice

#### Courts métrages
- 2012 : Rhoma Acans (film d'école)
- 2016 : Balada de um Batráquio

#### Longs métrages
- 2018 :  Terra Franca

### Directrice de la photographie
- 2023 : Mal Viver de João Canijo